# Realsicherheit
Realsicherheit (oder Sachsicherheit) ist im Bankwesen eine Kreditsicherheit, bei der ein oder mehrere Sicherungsgeber dem Kreditgeber eines oder mehrere dingliche Rechte einräumen. Im Gegensatz dazu gibt es die Personalsicherheiten.

## Allgemeines
Beiden Sicherheitenarten ist gemeinsam, dass sie erst im Falle der nicht vertragsgerechten Zahlung von Kredit und/oder Kreditzinsen durch den Kreditnehmer – dem so genannten Sicherungsfall – verwertet werden dürfen. Bei Sachsicherheiten hat der Kreditgeber im Sicherungsfall das Recht, durch Verwertung der Sicherheiten seine Kreditforderung abzudecken. Dieses Recht ergibt sich aus dem Sicherungsvertrag, den der Kreditgeber mit dem Sicherungsgeber abschließt. Sicherungsgeber ist, wer aus eigenem Vermögen einem Sicherungsnehmer Sachsicherheiten zur Verfügung stellt und damit der unmittelbaren Herrschaft des Sicherungsnehmers unterwirft. Dadurch erlangt der Sicherungsnehmer eine dingliche Rechtsstellung, die ihm das Recht auf bevorzugte Befriedigung aus der Kreditsicherheit außerhalb und innerhalb eines Insolvenzverfahrens des Sicherungsgebers einräumt. Sachsicherheiten sind daher Insolvenzprivilegien, die dem Gläubiger ein Absonderungsrecht einräumen.

## Arten und Rechtsfragen
Das BGB kennt den Eigentumsvorbehalt (§ 449 Abs. 1 BGB), die Hypothek (§§ 1113 ff. BGB) und die Verpfändung (§§ 1204 ff. BGB). Aus der Kautelarpraxis haben sich die Sicherungsabtretung (§§ 398 ff. BGB), die Sicherungsübereignung allgemein und die Sicherungsübereignung von Kraftfahrzeugen (§§ 929, § 930 BGB) sowie die Sicherungsgrundschuld (§ 1192 Abs. 1a BGB) ergeben. Die Pflicht zur Sicherheitenbestellung ergibt sich für den Sicherungsgeber aus dem mit dem Sicherungsnehmer abgeschlossenen Sicherungsvertrag. Die Bestellung eines Pfandrechts, die Übereignung einer Sache oder die Übertragung eines Rechts als Kreditsicherheit ist eine Verfügung, die zu einer unmittelbaren Rechtsänderung führt. Dadurch wird der Sicherungsnehmer neuer Eigentümer, unmittelbarer Besitzer oder Inhaber des Gegenstands, während gleichzeitig der Sicherungsgeber diese Rechtsstellung verliert.

## Bilanzierung
Die Bilanzierung des Sicherungsgutes erfolgt weiterhin beim Sicherungsgeber, weil das Sicherungsgut nicht in das Vermögen des Sicherungsnehmers übergeht. Selbst bei der Sicherungsübereignung erlangt der Sicherungsnehmer kein Volleigentum, sondern nach dem Sicherungsvertrag lediglich treuhänderisches Eigentum, so dass sie dem Pfandrecht näher steht. Nach § 242 Abs. 1 und § 246 Abs. 1 HGB sind sämtliche Vermögensgegenstände beim Sicherungsgeber zu bilanzieren, wobei der Herausgabeanspruch eines rechtlichen Eigentümers wirtschaftlich bedeutungslos ist und gegenüber der wirtschaftlichen Nutzbarkeit der Sache zurücktreten muss. Danach wird die sicherungsübereignete Sache nicht beim Kreditinstitut bilanziert, sondern beim Sicherungsgeber, weil er handelsrechtlich als wirtschaftlicher Eigentümer angesehen wird. Die wirtschaftliche Sichtweise hat bei der Bilanzierung Priorität vor Formfragen. Die IFRS/IAS priorisieren ebenfalls diese wirtschaftliche Betrachtungsweise in ihrem zentralen Bilanzierungsgrundsatz substance over form, wonach bei der Beurteilung eines Sachverhalts primär nicht auf seine rechtliche Gestaltung, sondern auf die wirtschaftlichen Auswirkungen abzustellen ist (IAS 17). Nach IAS 7.14 hat der Sicherungsgeber Angaben über als Sicherheiten gegebene Vermögenswerte und der Sicherungsnehmer über gehaltene Sicherheiten zu machen.

## Bankaufsichtsrechtliche Vorschriften
Nach banküblichen Gepflogenheiten überprüfen Kreditinstitute die verlangten Kreditsicherheiten vor der Hereinnahme mit kaufmännischer Sorgfalt auf ihre Werthaltigkeit. Bei Realsicherheiten haben sie deshalb im Rahmen der Kreditwürdigkeitsprüfung auch die Werthaltigkeit der hereingenommenen Sicherheiten aufgrund der Beleihungsunterlagen einer Sicherheitenbewertung zu unterziehen, die einen Beleihungswert ergibt.
Nach der Legaldefinition in Art. 4 Abs. 1 Nr. 57 der Kapitaladäquanzverordnung (englische Abkürzung CRR) werden Kreditsicherheiten als Kreditrisikominderung bezeichnet. Realsicherheiten gehören nach Art. 4 Abs. 1 Nr. 58 CRR zur „Besicherung mit Sicherheitsleistung“, bei der sich das mit Bankkrediten verbundene Kreditrisiko dadurch vermindert, dass das Institut das Recht hat, bei Ausfall der des Kreditnehmers oder bei bestimmten anderen Kreditereignissen „bestimmte Vermögenswerte oder Beträge zu verwerten, ihren Transfer oder ihre Bereitstellung zu erwirken oder sie einzubehalten oder aber den Risikopositionsbetrag auf die Differenz zwischen diesem und dem Betrag einer Forderung gegen das Institut herabzusetzen bzw. diesen durch diese Differenz zu ersetzen“. Die Art. 192 ff. CRR enthalten weitere Bestimmungen zu den Anforderungen an anerkennungsfähige Kreditsicherheiten und deren risikomindernde Wirkung. Dabei sind nach Art. 194 Nr. 2 CRR von Banken alle Maßnahmen zu ergreifen, die erforderlich sind, um die Wirksamkeit der Besicherung zu gewährleisten und die damit verbundenen Risiken anzugehen. Die positive Korrelation zwischen den Sicherheiten und der Kreditnehmerbonität darf nicht sehr hoch sein (Art. 194 Nr. 4 CRR).